# كيب كانفرال
كيب كانفرال (بالإنجليزية: Cape Canaveral)‏ هي مدينة أمريكية تقع في ولاية فلوريدا. تبلغ مساحة هذه المدينة 6 (كم²)،ويبلغ عدد سكانها 9912 نسمة حسب إحصاء سنة 2010 م 9912.تشير إحصاءات سنة 2000م بأن الكثافة السكانية في هذه المدينة تقدر بـ(auto) نسمة/كم2 

## توأمة
لكيب كانفرال اتفاقيات توأمة مع كل من:
- فيلا دو بيسبو [الإنجليزية]‏
- كلوتن
- غويدونيا مونتيشيليو
- فونتي نوفا